# Menophra trilineata
Menophra trilineata är en fjärilsart som beskrevs av W. Warren 1896. Menophra trilineata ingår i släktet Menophra och familjen mätare. Inga underarter finns listade i Catalogue of Life.